# Vương tử Andrew, Công tước xứ York
Vương tử Andrew, Công tước xứ York (tên đầy đủ: Andrew Albert Christian Edward, sinh ngày 19 tháng 2 năm 1960), là người con thứ ba và cũng là con trai thứ hai của cố Nữ vương Elizabeth II và Philip, Vương tế Anh. Vào thời điểm ông ra đời, ông đứng thứ 2 trong danh sách thừa kế các ngai vàng của Vương quốc Anh và Khối thịnh vượng chung. Tuy nhiên, sự ra đời của 2 cháu trai (Vương tử William và Vương tử Harry), sau đó là 3 cháu trai (Vương tôn George, Vương tôn Louis và Archie) và 2 cháu gái (Vương tôn nữ Charlotte, Lilibet), và sự thay đổi của Khối thịnh vượng chung, Vương tử Andrew xếp thứ 8 trong danh sách kế vị ngai vàng Vương quốc Anh và đứng đầu của 16 nước trong Khối thịnh Vượng chung.
Andrew ngoài các tước hiệu hoàng gia như: Vương tử, Công tước xứ York thì ông còn là chuẩn đô đốc Hải quân Hoàng gia Anh, trong đó ông phục vụ như là một phi công máy bay trực thăng hoạt động nhiệm vụ và hướng dẫn. Ông từng tham gia Chiến tranh Falklands.
Ngày 23 tháng 7 năm 1986, Andrew kết hôn với Sarah Ferguson. Cuộc hôn nhân không mấy êm đẹp và nồng thắm, đến ngày 30 tháng 5 năm 1996 thì hai người ly dị, cuộc li hôn hoàng gia này đã thu hút nhiều dư luận và tốn nhiều giấy mực của truyền thông Anh thời bấy giờ. Cũng như thực hiện các nhiệm vụ khác nhau của Hoàng gia, ông làm Đặc phái viên của Vương quốc Anh về thương mại quốc tế và đầu tư đến tháng 7 năm 2011.
Vào ngày 13 tháng 1 năm 2022, quân hàm và kính ngữ hoàng gia của ông đã bị đình chỉ bởi Nữ vương và ông sẽ tham gia vụ kiện về xâm hại tình dục trên tư cách là một "dân thường" (không phải thành viên hoàng gia). Vụ kiện đã được giải quyết ngoài tòa vào tháng 2 năm 2022; trong thỏa thuận, Andrew đã trả một khoản tiền không được tiết lộ cho Giuffre, người cáo buộc ông.

## Cuộc sống đầu đời
Andrew sinh ra tại Dãy phòng Bỉ của Cung điện Buckingham vào ngày 19 tháng 2 năm 1960 lúc 3:30 chiều, là đứa con thứ ba và là con trai thứ hai của Nữ hoàng Elizabeth II và Vương tử Philip, Công tước xứ Edinburgh. Ông được rửa tội tại Phòng âm nhạc của cung điện vào ngày 8 tháng 4 năm 1960. Andrew là đứa con đầu tiên được sinh ra trong một quốc vương Anh trị vì kể từ Công chúa Beatrice năm 1857. Giống như anh chị em của mình, Charles, Anne và Edward , Andrew được một nữ gia sư chăm sóc, người chịu trách nhiệm cho nền giáo dục ban đầu của anh tại Cung điện Buckingham. Anh được gửi đến Trường Heatherdown gần Ascot ở Berkshire. Vào tháng 9 năm 1973, anh vào Gordonstoun, ở miền bắc Scotland, nơi cha và anh trai anh cũng đã theo học.  Anh được các bạn học của mình tại Gordonstoun đặt biệt danh là "Sniggerer" vì "sở thích của anh đối với những trò đùa thô tục, mà anh đã cười rất nhiều". Trong thời gian ở đó, anh đã dành sáu tháng—từ tháng 1 đến tháng 6 năm 1977— để tham gia chương trình trao đổi tại Trường Cao đẳng Lakefield ở Canada. Anh ấy rời Gordonstoun vào tháng 7 hai năm sau đó với trình độ A về tiếng Anh, lịch sử và kinh tế. 

## Danh hiệu
- 19 tháng 2 năm 1960 - 23 tháng 7 năm 1986: Vương tử Andrew Điện hạ
- 23 tháng 7 năm 1986 - 13 tháng 1 năm 2022: Công tước xứ York Điện hạ
- 13 tháng 1 năm 2022 - nay: Công tước xứ York

Kể từ ngày 13 tháng 1 năm 2022, Kính ngữ Điện hạ của ông không còn được sử dụng nữa sau khi bị mẹ ông là Nữ vương Elizabeth II đình chỉ.